# ジャパネットブロードキャスティング
株式会社ジャパネットブロードキャスティング（英: Japanet Broadcasting Co.,Ltd.）は、「BS10」（ビーエステン）などのチャンネル名でBSデジタル放送を行っているジャパネットたかた系列の衛星基幹放送事業者で、ジャパネットホールディングスの子会社である。

## 概要・沿革

### 開局
2019年（令和元年）5月20日、総務省に対し「BS Japanet Next」の名称でBSデジタル放送の新規参入申請を行い、同年9月9日、総務省から認可されたことで、2022年（令和4年）3月27日正午より「BSJapanext」（ビーエスジャパネクスト）の放送を開始した。
ジャパネットホールディングスの事業子会社であるジャパネットたかたは、2001年（平成13年）3月24日から2021年（令和3年）3月31日まで通販専門チャンネル「ジャパネットチャンネルDX」を運営していたが、一旦終了させた上で別の新たなテレビ局として通販番組だけでなくアニメ・スポーツ・地域情報などの総合編成を行う。日本民間放送連盟及び同連盟などが運営する放送倫理・番組向上機構には開局から1年6か月後となる2023年10月1日に準会員として加盟した。衛星放送協会の正会員、全日本テレビ番組製作社連盟の賛助会員でもある。視聴者センターの電話番号は非公開としており、局や番組への問い合わせや意見等はホームページではメールかアプリから送るよう案内されている。放送法第5条で定められている「放送番組の種別の公表制度」による番組種別も、無料民放局で唯一、ホームページで公表していない。
2022年（令和4年）8月16日には、開局時の代表取締役社長だった田道祐樹が、ジャパネットたかたの常務取締役就任に伴い任を離れ、佐藤崇充が社長執行役員に、創業家出身で親会社トップでもある髙田旭人が代表取締役に就任した。

### スターチャンネルの統合
2024年（令和6年）6月1日、ジャパネットブロードキャスティングは東北新社から、同じBS放送で映画の有料専門チャンネル「スターチャンネル」（リモコンキーID BS10）を運営する株式会社スター・チャンネルを買収した。これにより、BSJapanextはスターチャンネルとの間で事実上の兄弟チャンネルになるほか、ジャパネットブロードキャスティングは子会社による間接保有を含めてBSデジタル放送2チャンネル分を所有することになる。同年8月1日、株式会社ジャパネットブロードキャスティングが株式会社スター・チャンネルを吸収合併した。
2024年（令和6年）8月22日、2025年（令和7年）1月からの予定（後に1月10日開局と発表）でBSJapanextをスターチャンネルと融合させ、チャンネル名も「BS10」（ビーエステン）に改称することを発表した。それに向けて新たに公開されたWebサイトによると、リモコンボタンの「10」で無料・有料双方のチャンネルが視聴できるようになり、BSJapanextを無料チャンネル（第1チャンネル）「BS10」として、スターチャンネルを有料チャンネル（第2チャンネル）「BS10スターチャンネル」としての運営に変更し、共に内容も充実させていく予定である。なお、現在スターチャンネルが使用しているチャンネル番号の「200」を無料チャンネルに引き続き使用する為、BSJapanextに割り当てられているチャンネル番号「263」は消滅し、使用帯域は返却する。また、スターチャンネルが移行する有料チャンネルには、東北新社時代の頃に使用していた「201」を割り当てる。
「BSJapanext」・「スターチャンネル」としての最終日となる1月9日は、BSJapanextは24時（翌10日0時）に、スターチャンネルは23時45分に放送を終了して再編準備を行い、「BS10」を翌10日7時からカウントダウンを始め、15時30分の記者発表を挟み、19時の『はじめまして BS10です!開局記念 4時間生放送スペシャル!』から、「BS10スターチャンネル」を翌10日9時からの『アバター』（吹替版）をもって、それぞれ放送を開始した。
チャンネル統合のPRにあたる「BS10 PR大使」のキャラクターとして、サンリオの「ポチャッコ」が就任している。
今回スターチャンネルの買収・統合に踏み切った背景について、社長の佐藤崇充は撤退を検討するほど厳しい状況に置かれていたことを明かしている。これまでのBS263chはリモコンのチャンネル1〜12ボタンを押すのではなく、3桁のチャンネル番号の入力、アップ・ダウンボタンで順送りにする、電子番組表から選択する、いずれかが必要で、ザッピングで見られる事が無かった。そのため特定分野に特化した番組を編成する方針を採り、視聴者から一定の評価が得られたものの、「視聴しにくい環境」を乗り越えられず、視聴者が増えずスポンサー収入も低迷、通販番組の売り上げも伸び悩み、2023年12月期の純損益は24億4000万円の赤字に達していた。そこで起死回生の策としてリモコンのチャンネルボタンに入り、ザッピングによって視聴者を増やす戦略に転換。当初は旧・NHK BSプレミアムが割り当てられていたボタン「3」の獲得を狙ったものの、他の放送局が取得したため、実現しなかった。しかし、この動きの中で東北新社に接触する機会を得て交渉。ジャパネット側の思惑と、グループの事業再構築を進めメディア事業の規模最適化に取り組む東北新社との利害が一致したことでスターチャンネルの買収に合意、これによりボタン「10」を得られる事になった。